# Якимец, Диана Анатольевна
Диана Анатольевна Якимец (17 февраля 1995, Ноябрьск, ЯНАО) — российская биатлонистка, чемпионка России. Мастер спорта России.

## Биография
В начале карьеры занималась лыжным спортом, в 20-летнем возрасте перешла в биатлон. Первые тренеры — Воробьев Эдуард Михайлович, Ширшов Сергей Владимирович, В. Н. Ковтун. В биатлоне тренируется под руководством В. А. Медведцева и Л. П. Пановой, представляет Красноярский край и «Академию биатлона».

### Юниорская карьера
Становилась призёром юниорского первенства России в эстафете и командной гонке, победительницей первенства России по летнему биатлону в эстафете.

### Взрослая карьера
В 2016 году была включена в резервный состав сборной России, после того как дважды вошла в топ-10 в финальных соревнованиях чемпионата России. Однако в международных соревнованиях участия не принимала.
В 2016 году завоевала бронзовую медаль чемпионата России по летнему биатлону в эстафете. В 2018 году завоевала первые медали зимнего чемпионата России — стала чемпионкой в гонке патрулей и бронзовым призёром в командной гонке.